# Santa Maria de la Clusa

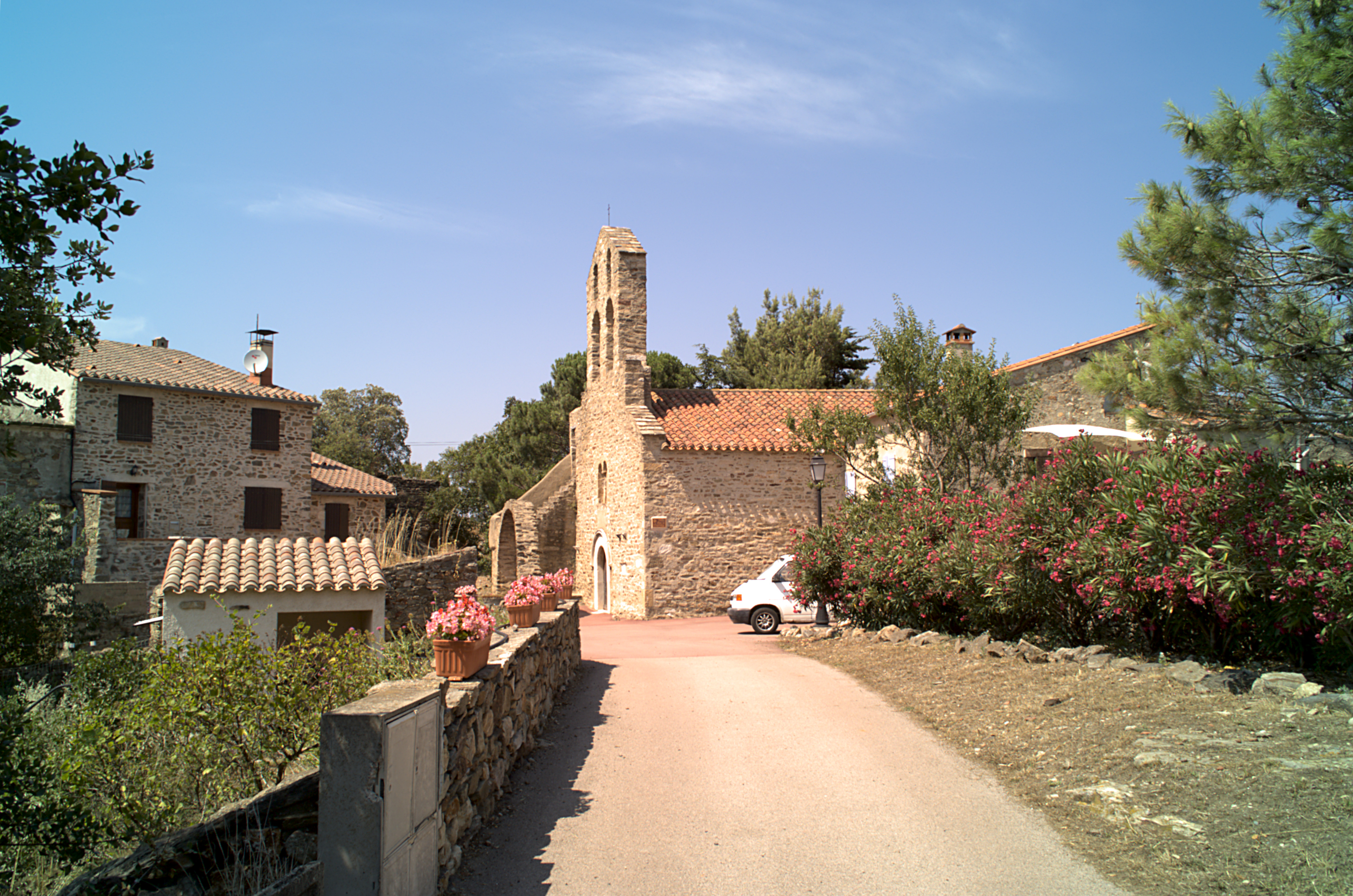
Vista de conjunt de l'església

Santa Maria de la Clusa (o també Sant Nazari, ja que ha tingut les dues advocacions) (Sainte-Marie de La Cluse-Haute, o Saint-Nazaire en francès) és l'església parroquial de la comuna nord-catalana de les Cluses, a la comarca del Vallespir.
És en el nucli de la Clusa d'Amunt, o de Dalt, en part de l'espai de l'antic castell de la Clusa.

## Història

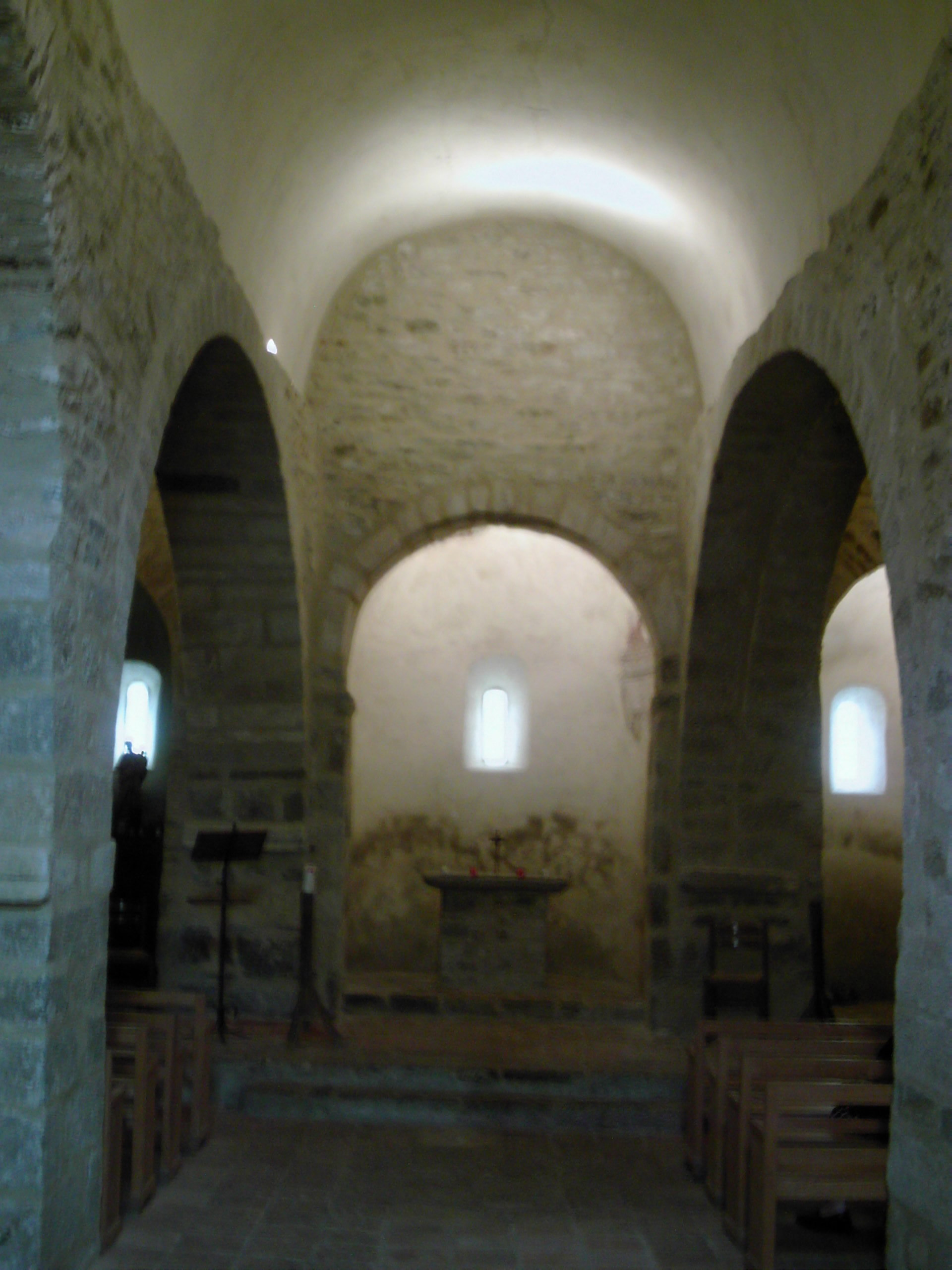
La nau principal de l'església

L'església, amb l'advocació de santa Maria, és documentada per primera vegada el 1198, encara que es considera que hauria estat construïda al segle x o a l'XI. Hauria sigut engrandida i remodelada, de ben segur reemplaçant la coberta original en fusta, cap als segles XII i XIV. En un moment indeterminat d'aquest darrer segle fou posada sota el patronatge de sant Nazari (sant Nazari de Cuixà o sant Nazari de Milà). La situació de les Cluses, en un estrenyiment de la Via Domitia, propicià que s'hi construís tot un entramat defensiu. L'església s'hi incloïa, formant part de l'ala nord del castell de la Clusa; en l'actualitat encara es poden veure restes de fortificacions al seu voltant.
Una restauració moderna de les façanes n'ha llevat l'arrebossat que amagava la pedra de l'edifici. Santa Maria va ser declarada Monument històric de França el 15 d'octubre del 2010.

## Arquitectura

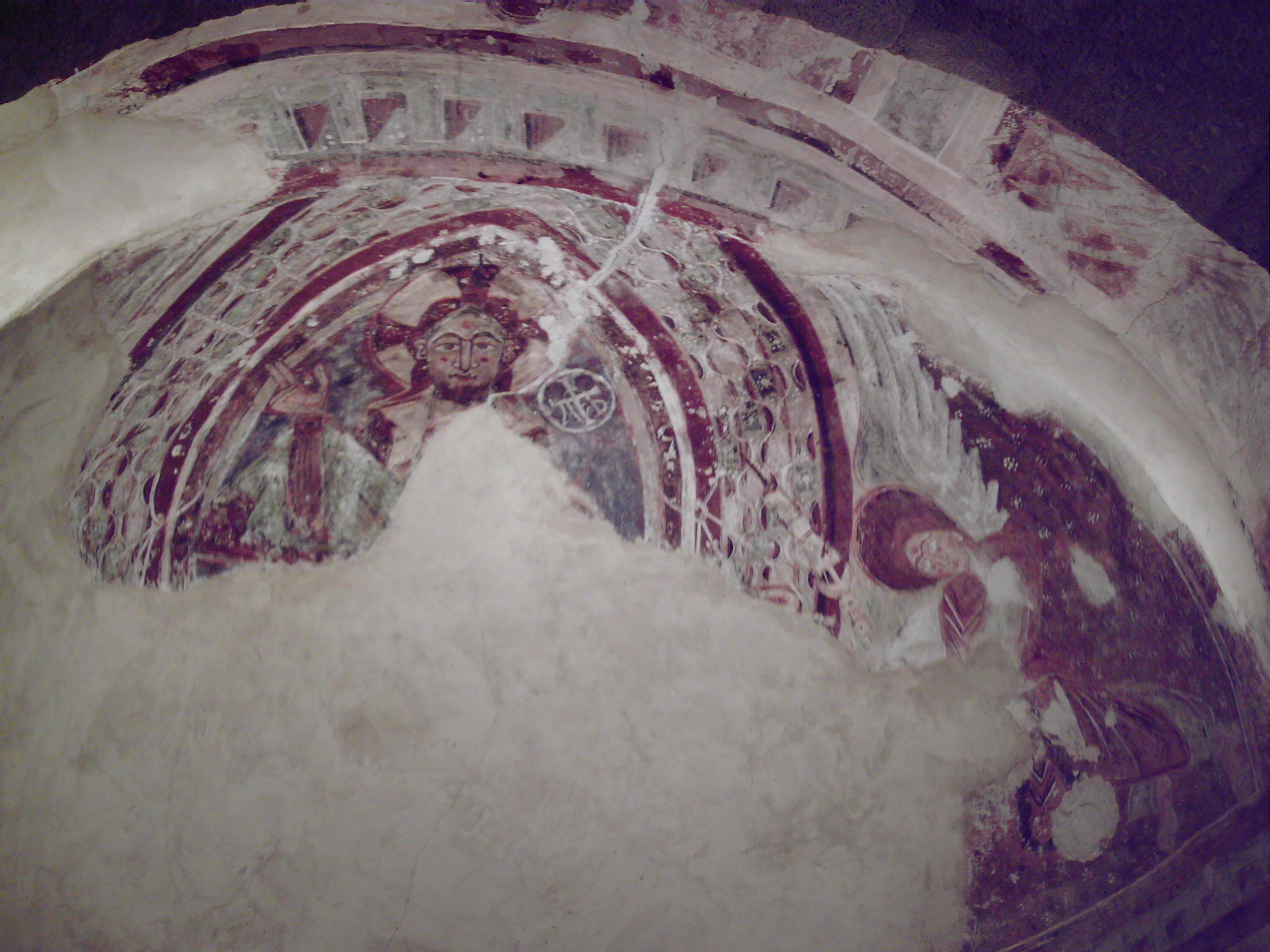
Els frescos de l'església

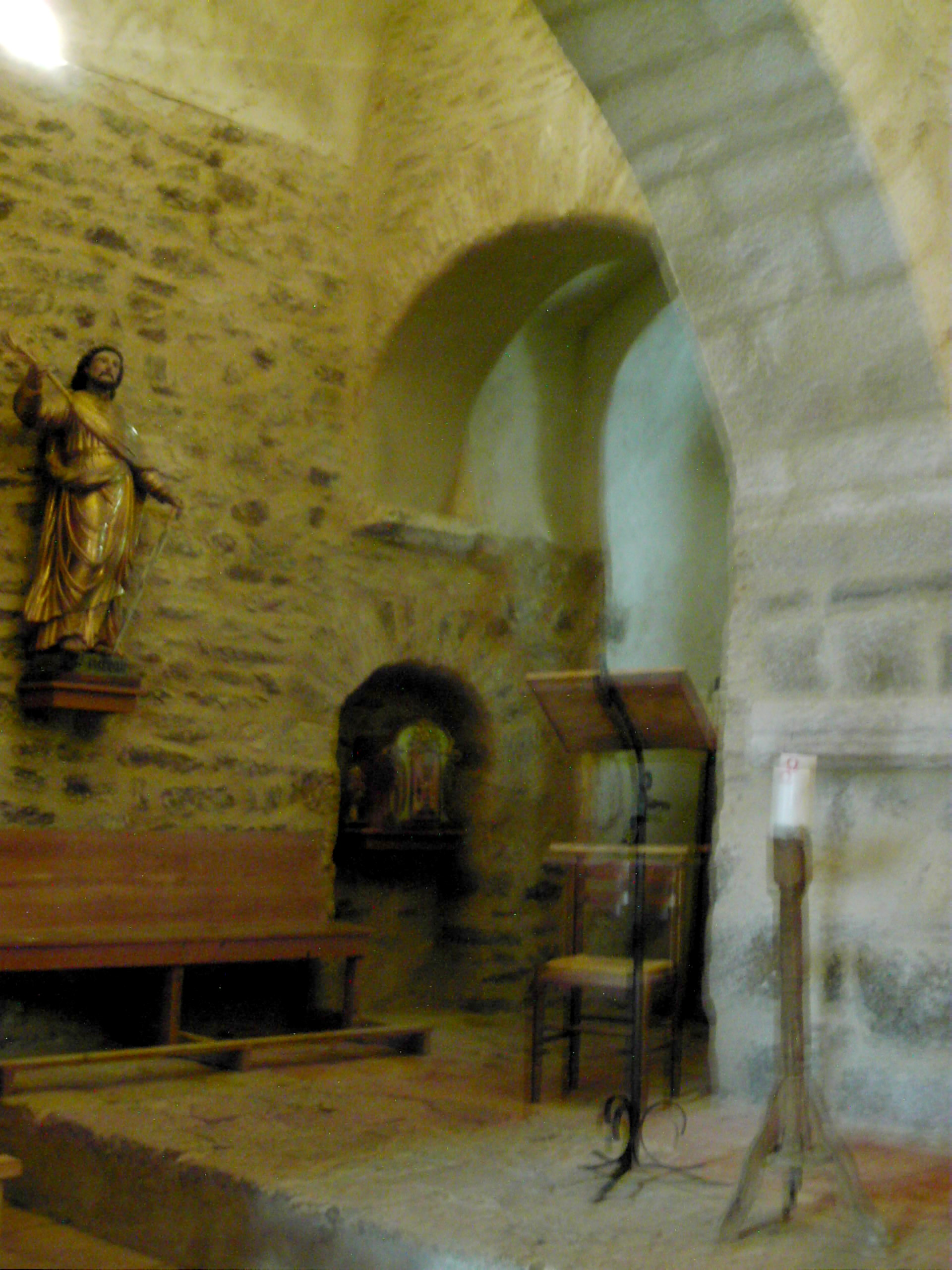
Una absidiola

D'estil romànic o preromànic, és una església rectangular, de tres naus paral·leles cobertes amb cintres ultrapassades i comunicades per arcades. Cada nau és acabada per un absis semicircular, amb cobertura de quart d'esfera: més petits els de les naus laterals (absidioles), i més gran la de la nau central, on se situa el presbiteri, comunicats els tres per un estret passatge que recorda el d'algunes esglésies preromàniques de la zona. L'entrada a l'edifici es fa per una porta oberta a la façana oest: d'estil gòtic i feta en marbre de Ceret, que n'hauria substituït una d'anterior romànica al mateix indret. Per dessobre la porta d'entrada s'obre una fina finestra geminada amb un capitell esculpit amb motius geomètrics carolingis molt estilitzats, suportat per una columneta central. Del segle xiv, posterior a l'església, és el campanar d'espadanya que s'alça a la vertical de la porta: d'unes dimensions generoses, consta de dos nivells, amb dues obertures més petites per sobre de dues de més grans. L'edifici és rematat per una teulada a dues vessants. Davant de l'edifici es dreça una gran arcada, darrer record d'un antic porxo; contra el pilar nord d'aquest arc comença una escala exterior que s'eleva fins a la coberta i permet accedir a la teulada i al campanar.

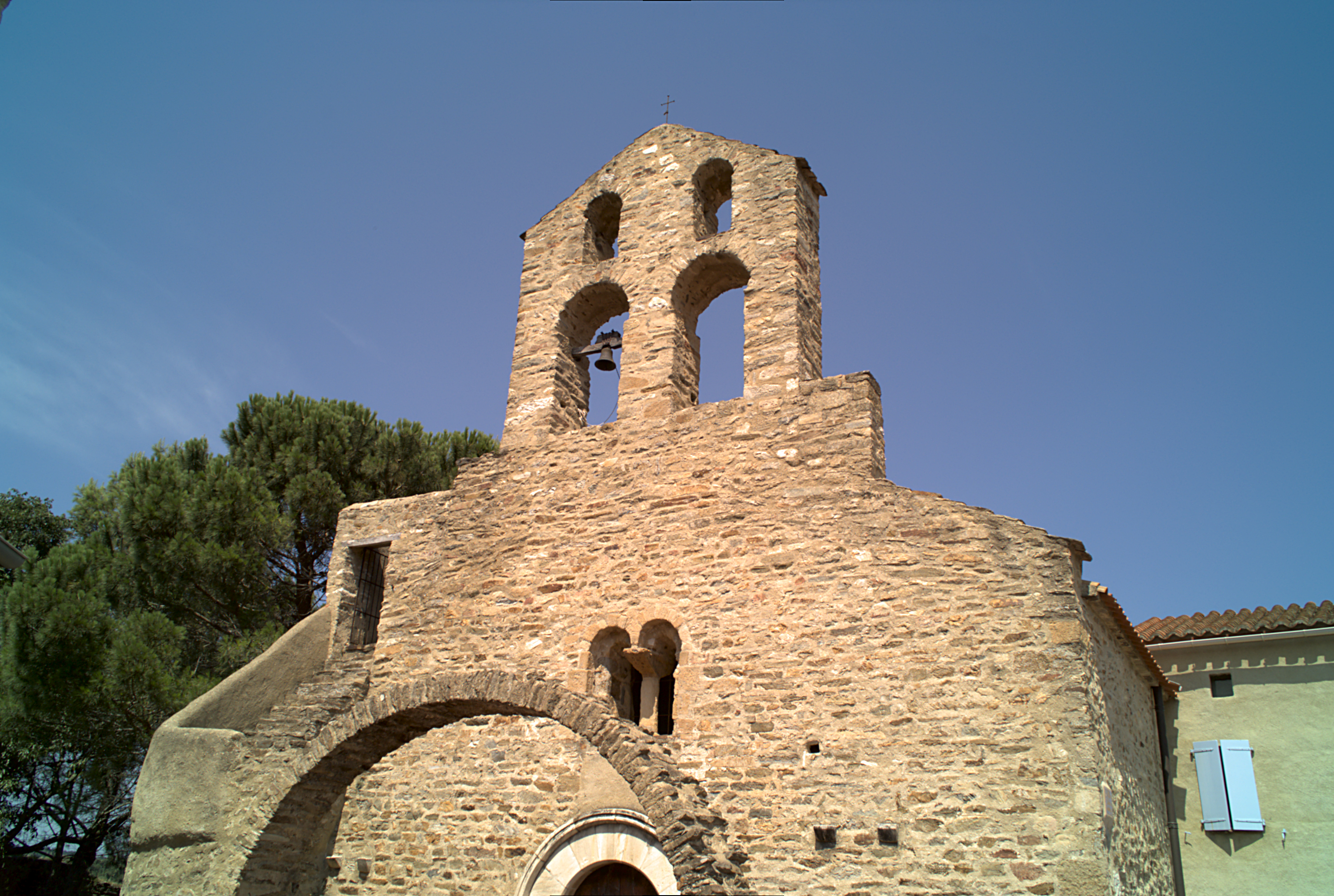
Campanar i finestra, part superior de la façana de ponent

El mobiliari de l'església està enterament protegit. La part més important són possiblement les pintures murals de l'absis principal, considerades del segle xii, atribuïdes al mestre de Fenollar (autor de les pintures de Sant Martí de Fenollar, als afores de la veïna població de Morellàs i les Illes), i que representen un Crist en majestat envoltat de l'alfa i l'omega; l'arrebossat de l'església podria ser que hagués conservat amagades altres pintures romàniques. D'entre la resta del mobiliari es poden destacar una inscripció funerària epigràfica de l'any 1291, un calze del segle xvi, una creu-relicari del xviii i la base de l'altar, que té dues petites cavitats (loculi) per a guardar-hi relíquies.

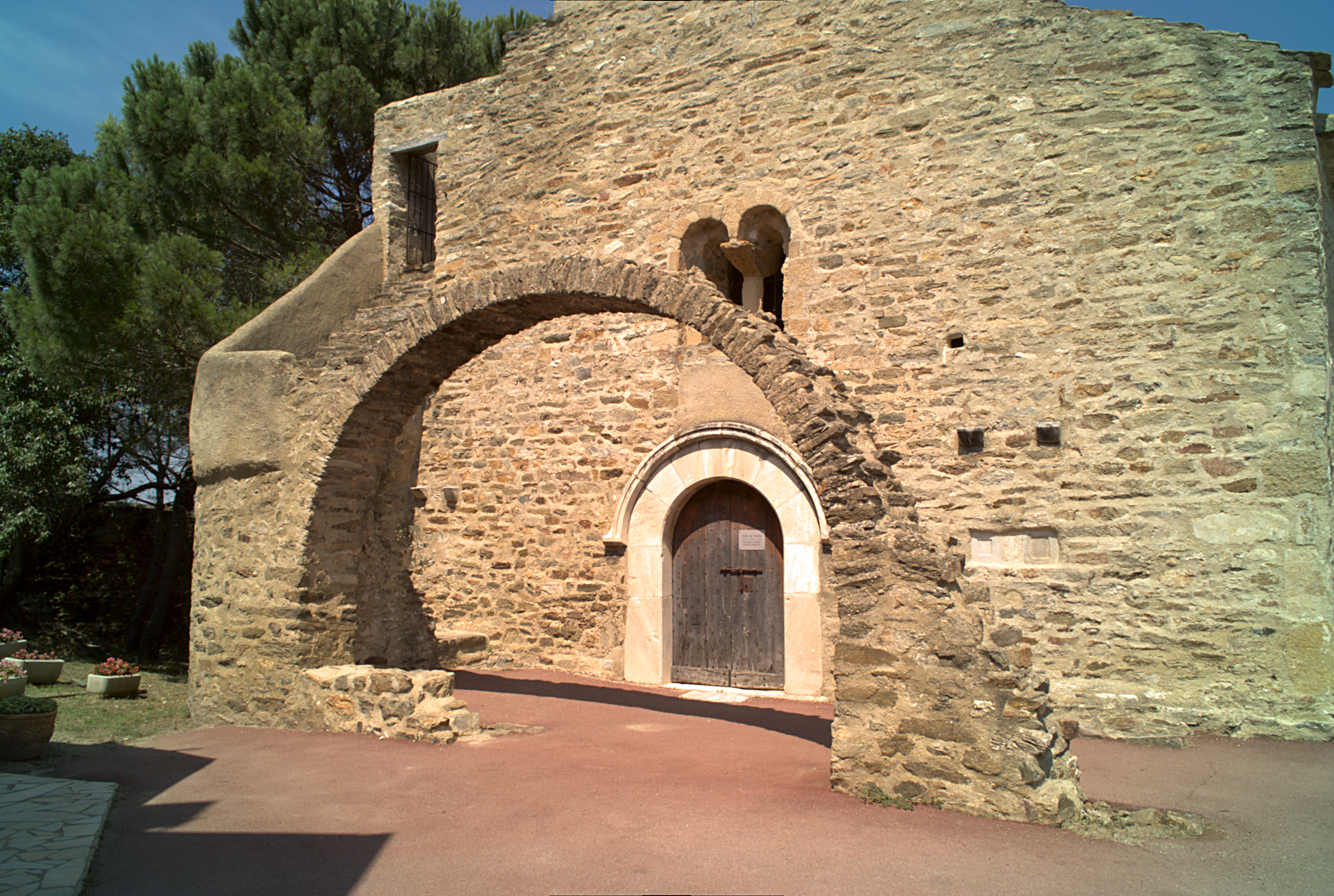
Entrada, escala i restes de l'antic porxo, part inferior de la façana de ponent